# 세종 중흥S-클래스 센텀뷰
세종 중흥S-클래스 센텀뷰(영어: SEJONG Jungheung S-CLASS Centum View)는 대한민국 세종특별자치시 어진동 행정중심복합도시에 위치한 아파트 단지다.

## 같이 보기
- 세종특별자치시의 마천루 목록